# Gyula Harangozó senior

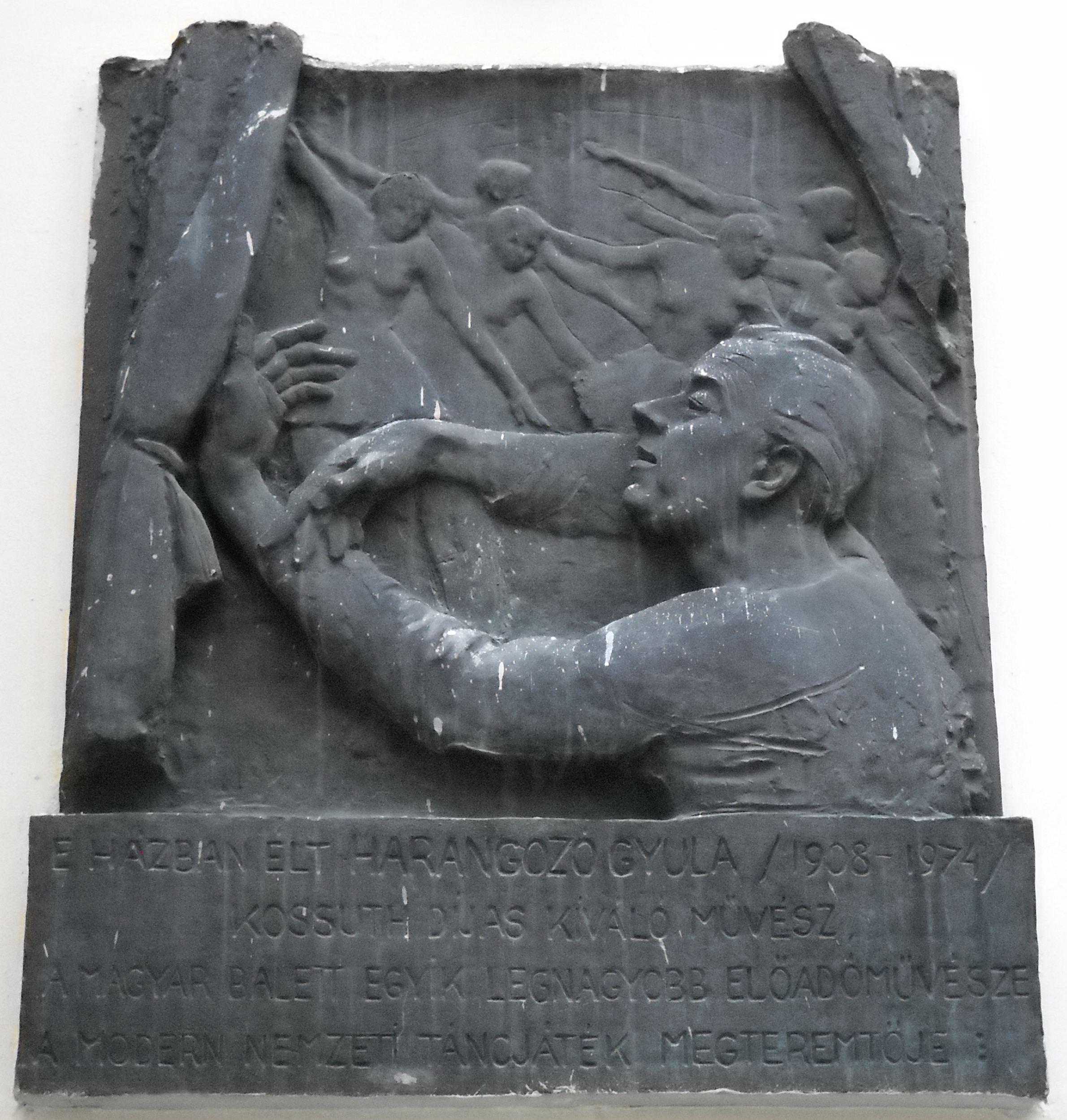
Gyula Harangozó sen.

Gyula Harangozó (* 19. April 1908 in Budapest; † 30. Oktober 1974 ebenda) war ein ungarischer Tänzer und Choreograph.

## Biographie
Gyula Harangozó wurde an der Staatsoper Budapest zum Tänzer ausgebildet. Ab 1928 trat er in verschiedenen Hauptrollen auf. Choreographien entstanden ab 1936. Von 1950 bis 1960 leitete er das Ballett dieser Truppe. 1956 wurde sein Sohn Gyula Harangozó geboren. Den Kossuth-Preis erhielt er 1956.

## Rollen (Auswahl)
- Pjotr Iljitsch Tschaikowski: Nussknacker – Drosselmeyer
- Cieplinski: A fából faragott királyfi (Reĝido skulptita el ligno) – lignaĵo
- en 5 filmoj li roladis inter 1941-1964

## Choreographien
- Pjotr Iljiĉ Ĉajkovskij: Romeo kaj Julieta, 1939, 1955
- Pongrác Kacsóh: Johano la Brava, 1949
- Giuseppe Verdi: Aida, 1952
- Ferenc Erkel: Bánk bán, 1969

## Dokumentationen
- memortabulo en Budapeŝto
- Film über Gyula Harangozó (1965)
- memorpremio „Gyula Harangozó“